# Небилів (ґміна)
Ґміна Небилів — колишня сільська гміна (волость) Калуського повіту, який входив до Крайсгауптманшафту Калуш (1941—1943) та Крайсгауптманшафту Станіслав (1943—1944) — складових частин Дистрикту Галичина. Центром гміни було село Небилів.
Ґміну Небилів було утворено під час німецької окупації (існувала з липня 1941 р. до липня 1944 р.) з сільських громад Небилів, Сливки, Слобода-Небилівська і Ясень. На 01.03.1943 населення ґміни становило 7 451 мешканець..